# Krasni Sulín
Krasni Sulín - Красный Сулин (rus) - és una ciutat de Rússia que es troba a l'óblast de Rostov. Es troba a 155 km al nord de Rostov del Don, la capital de la república.